# Alocasia infernalis
Alocasia infernalis är en kallaväxtart som beskrevs av Peter Charles Boyce. Alocasia infernalis ingår i släktet Alocasia och familjen kallaväxter. Inga underarter finns listade.